# A Merry Mix Up
A Merry Mix-Up (br.: A prova dos nove) é um filme curta-metragem estadunidense de 1957, dirigido por Jules White. É o 177º de um total de 190 filmes da série com os Três Patetas produzida pela Columbia Pictures entre 1934 e 1959.

## Enredo
Os Três Patetas aparecem no filme como três trios de trigêmeos idênticos, os quais não se veem desde a Segunda Guerra Mundial apesar de morarem na mesma cidade. Os primeiros trigêmeos (Moe, Larry e Joe) são solteirões em busca de garotas e serviram no Exército; os segundos (Max, Louie e Jack) são casados que gostam de ficar em casa cozinhando e serviram na Marinha; os terceiros (Morris, Luke e Jeff) estão noivos e foram da Força Aérea.
Os problemas começam quando os irmãos noivos decidem celebrar numa boate. As noivas chegam antes deles e encontram o trio de solteirões, confundindo-os com os noivos. As esposas passam por ali e ao verem os irmãos com as noivas, pensam que estão sendo traidas e começam a brigar e os irmão solteirões saem dali. Os maridos chegam para esclarecerem as coisas e causam nova briga com as noivas. Quando os noivos chegam, as noivas lhes devolvem as alianças. As confusões continuam até que os trigêmeos se encontram e as mulheres percebem a confusão. Apenas o garçon que atendia os Patetas (Frank Sully) não sabe da história e quando vê os nove irmãos juntos fica desnorteado ao pensar que está com "visão tripla".

## Elenco
- Moe Howard como Moe, Max and Morris
- Larry Fine como Larry, Louie and Luke
- Joe Besser como Joe, Jack and Jeff
- Frank Sully como garçom
- Nanette Bordeaux como May
- Jeanne Carmen como Mary
- Ruth Godfrey White como Leona
- Suzanne Ridgeway como Jill
- Harriette Tarler como Letty
- Diana Darrin como Jane